# Zamek w Uniejowie
Zamek w Uniejowie – zabytkowy zamek w Uniejowie. 
Zamek biskupi posadowiony na lewym brzegu Warty jest jednym z głównych zabytków miasta.

## Historia zamku
Zamek wybudowany został w latach 1360–1365 na miejscu starej fortalicji drewnianej, zniszczonej podczas najazdu Krzyżaków na miasto w 1331. Inicjatorem budowy zamku był arcybiskup gnieźnieński Jarosław Bogoria Skotnicki. Wybudowany na planie czworoboku z wysoką na 25 metrów cylindryczną wieżą o charakterze stołpu. Zamek był częścią systemu twierdz granicznych broniących od północy dostępu do centrum państwa, jednocześnie pełniąc funkcję ważnego ośrodka administracji i zarządu diecezji. W zamku przechowywano wartościowy księgozbiór, archiwum i skarbiec katedry gnieźnieńskiej. Odbywały się w nim ważne spotkania, jak np. synod w 1376 z udziałem nuncjusza papieskiego.
Po pożarze w 1525 obiekt został przebudowany przez starostę Stanisława z Gomolina na renesansową rezydencję, którą ukończono w 1534 (wtedy utracił większość cech gotyckich). Ostatecznie rolę obronną przestał pełnić w pierwszej połowie XVII w., kiedy otrzymał wczesnobarokową formę, stając się rezydencją biskupów Jana Wężyka herbu Wąż i Macieja Łubieńskiego herbu Pomian. Z tego czasu pochodzi okazały portal wjazdowy z herbami obu duchownych. W 1704 roku został spustoszony przez wojska saskie. Po pożarze miasta z 1736, podczas którego spłonęły dachy nad budynkami mieszkalnymi i nad wieżą, ich remont przeprowadził biskup Krzysztof Antoni Szembek.
W 1836 z nadania cara zamek z tytułem hrabiowskim otrzymał za zasługi w tłumieniu powstania listopadowego pochodzący z Estonii generał Karol Toll, który jednak nigdy w nim nie zamieszkał. Dopiero jego syn Aleksander Toll w 1848 dokonał klasycystycznej przebudowy obiektu w stylu romantycznym, a jego żona założyła na zachód od rezydencji romantyczny park krajobrazowy z wieloma gatunkami drzew rodzimych i zagranicznych. Tollowie spolonizowali się i władali zamkiem do końca I wojny światowej. 
Podczas II wojny światowej oraz w okresie powojennym zamek został znacząco zdewastowany. 
W latach 1956–1967 zamek odrestaurowano i zaadaptowano na archiwum. Mieści się w nim hotel wraz z centrum konferencyjnym oraz restauracja.

## Galeria

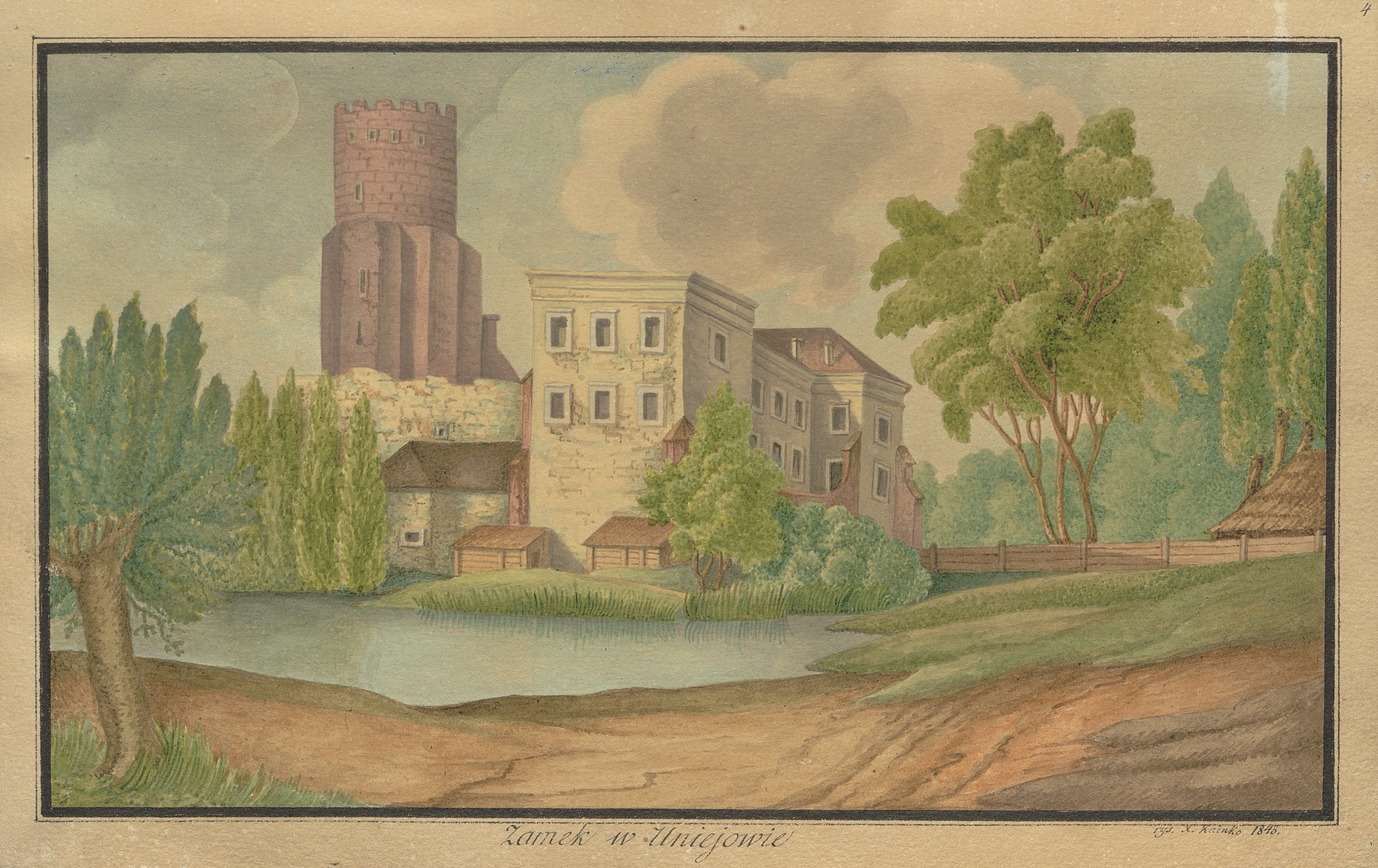
Zamek na grafice z 1843
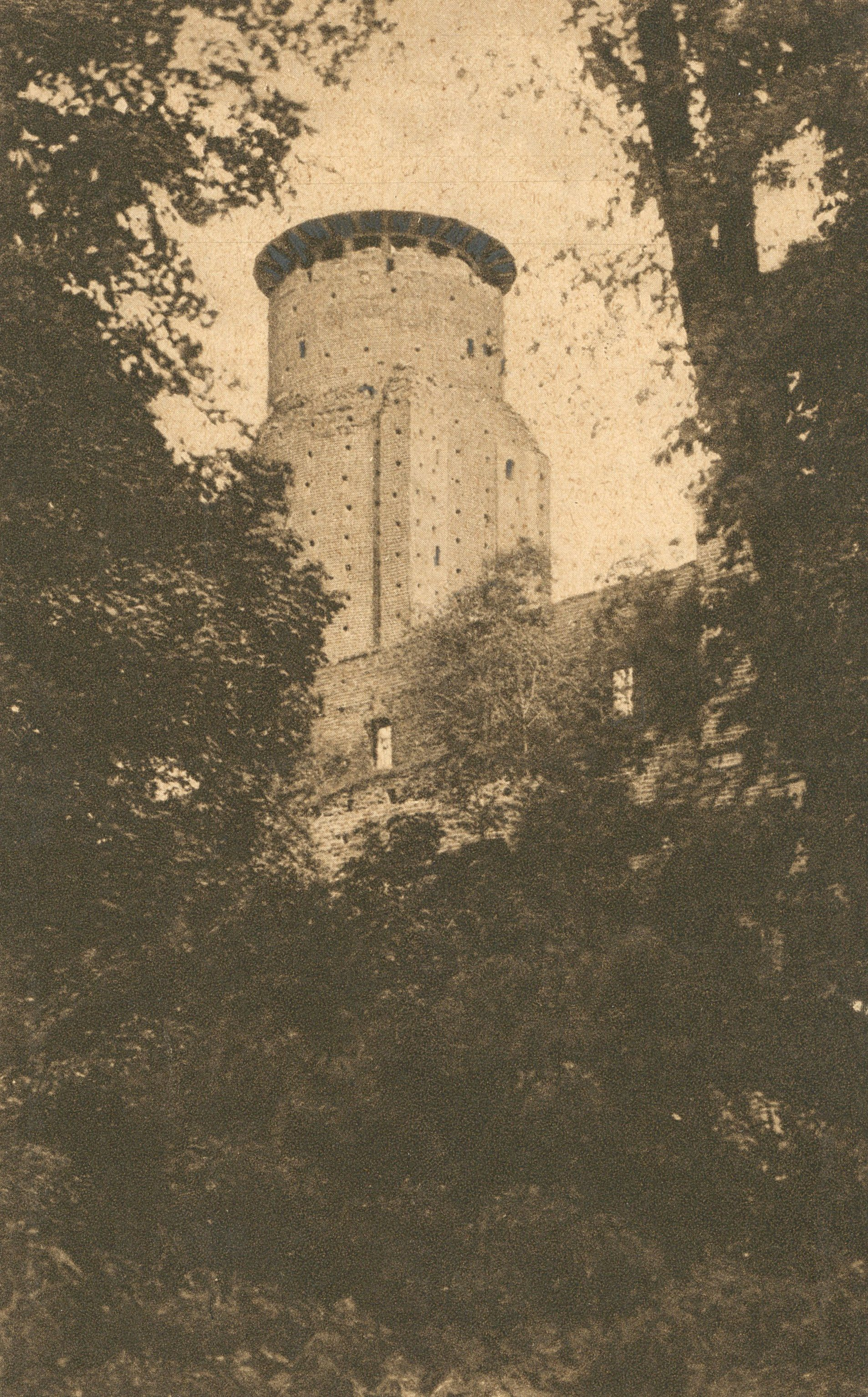
Baszta w 1926
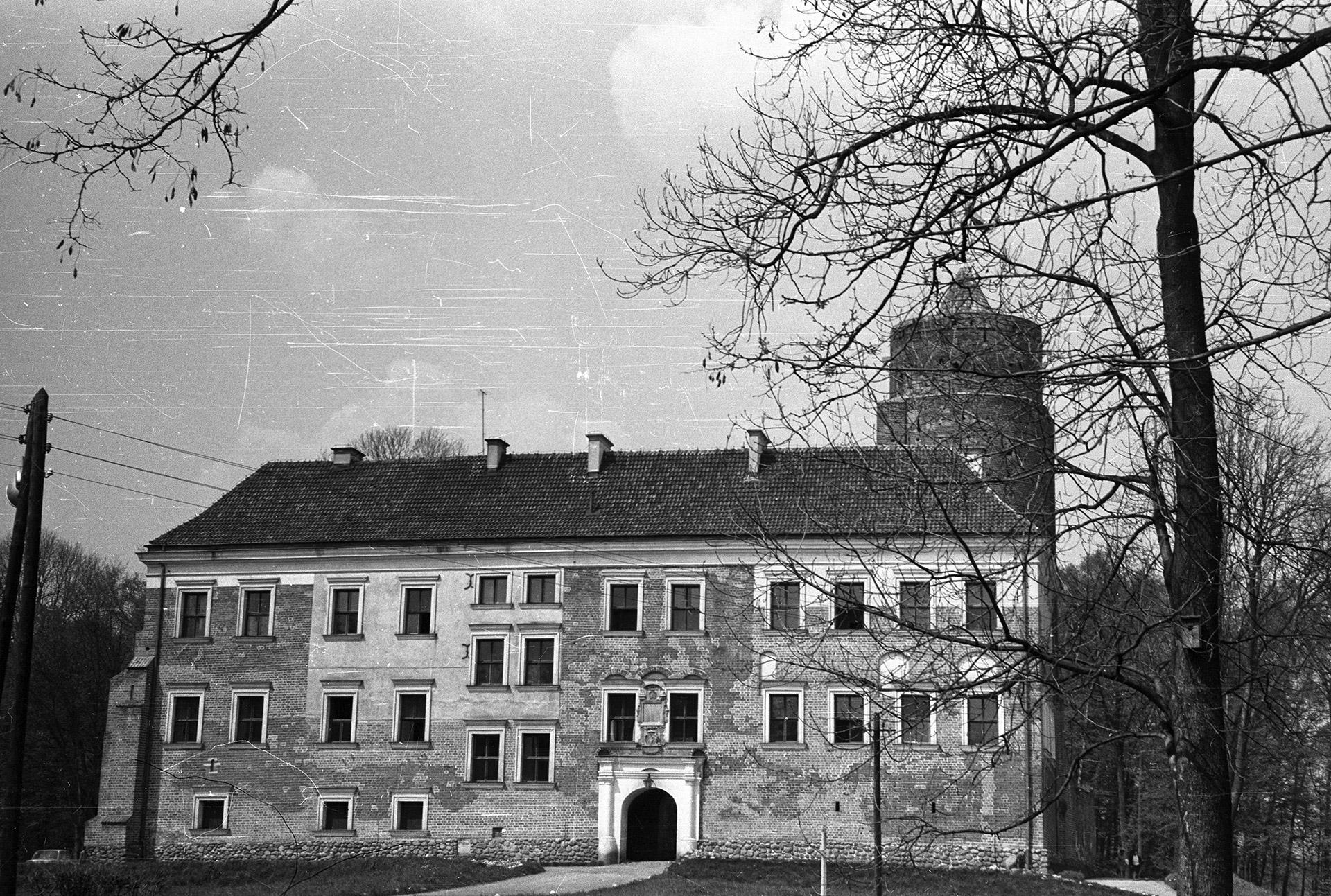
Zamek w 1971
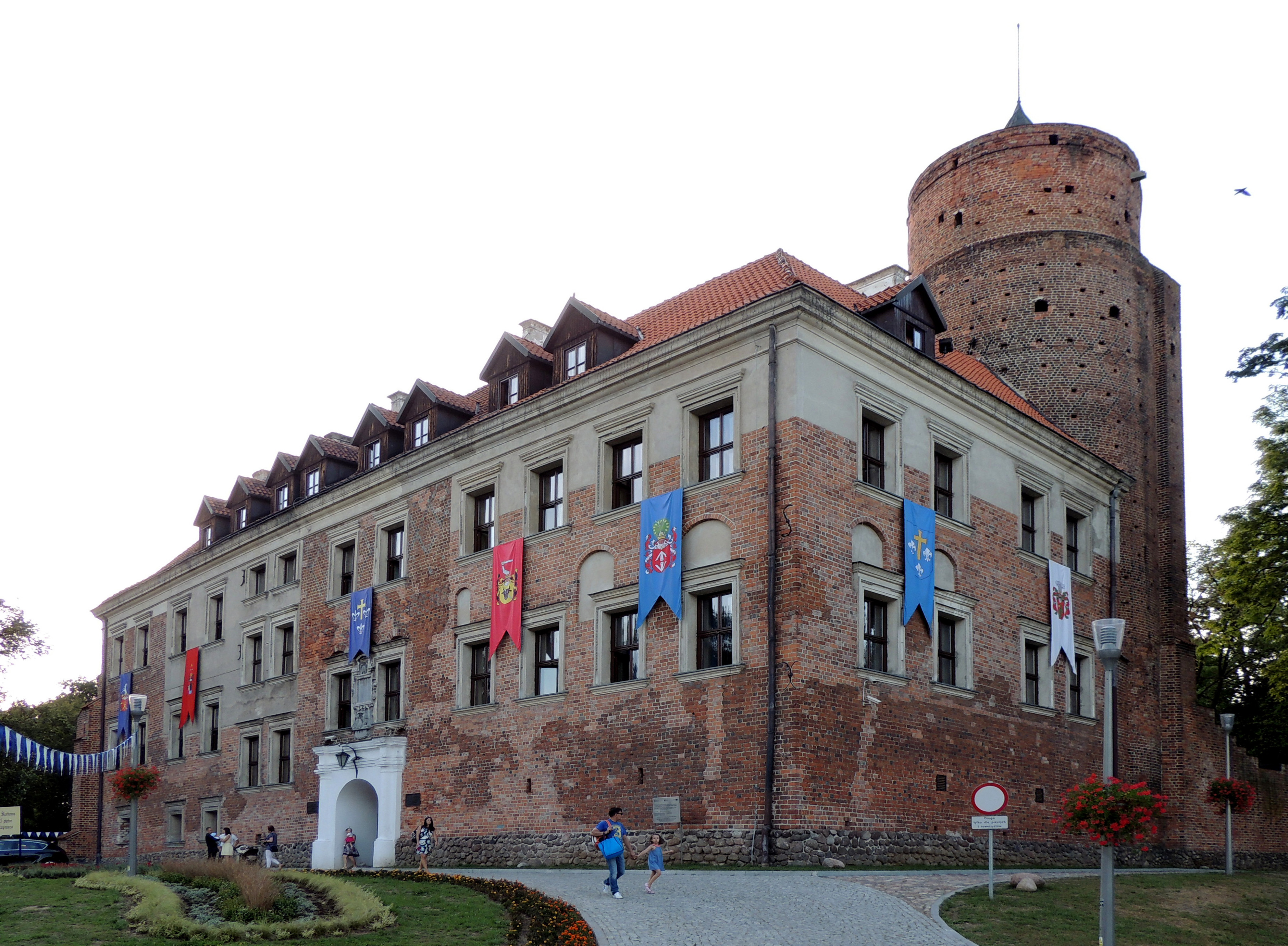
Zamek w 2013
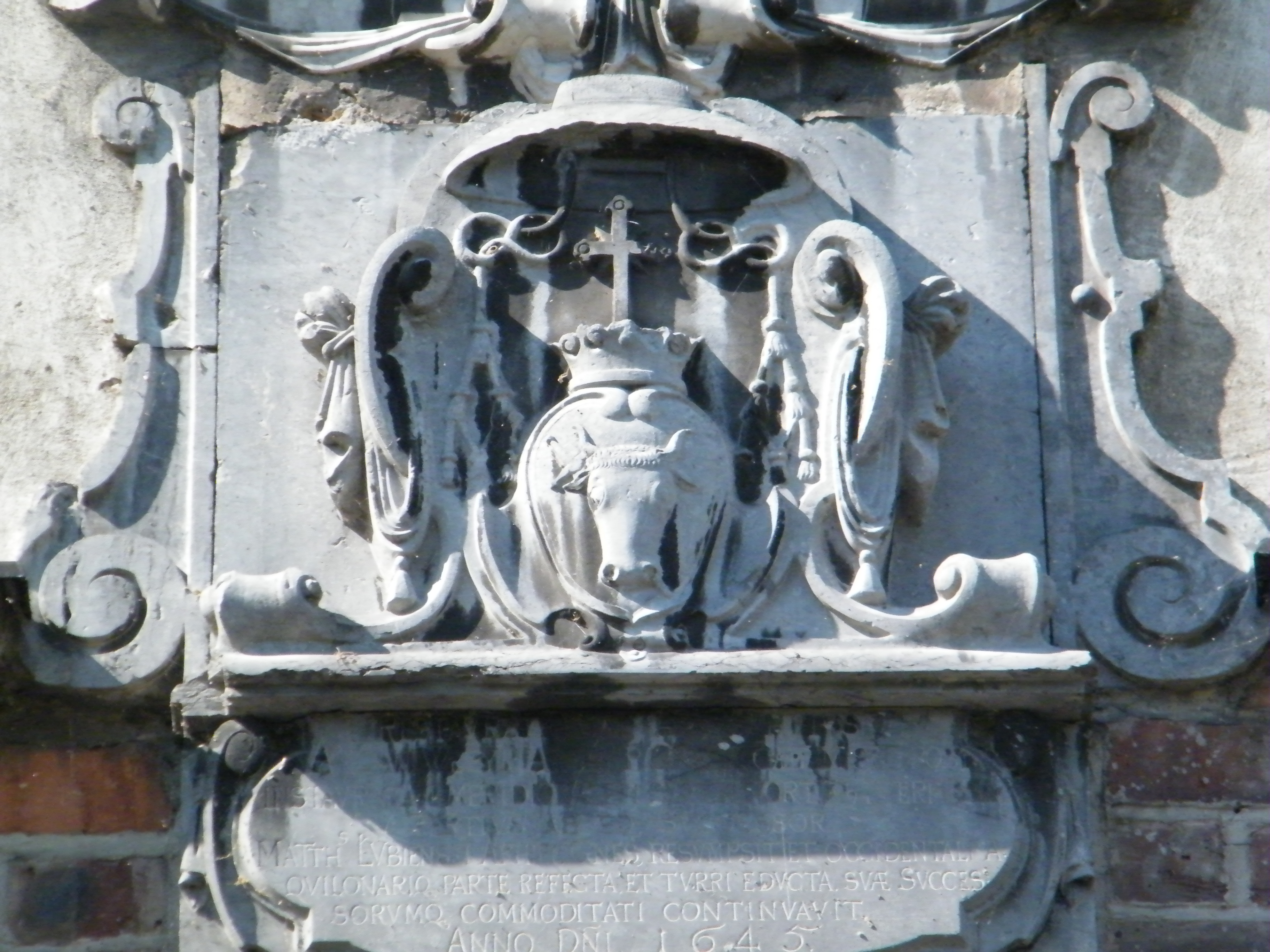
Herb Pomian Macieja Łubieńskiego
Herb Pomian Macieja Łubieńskiego
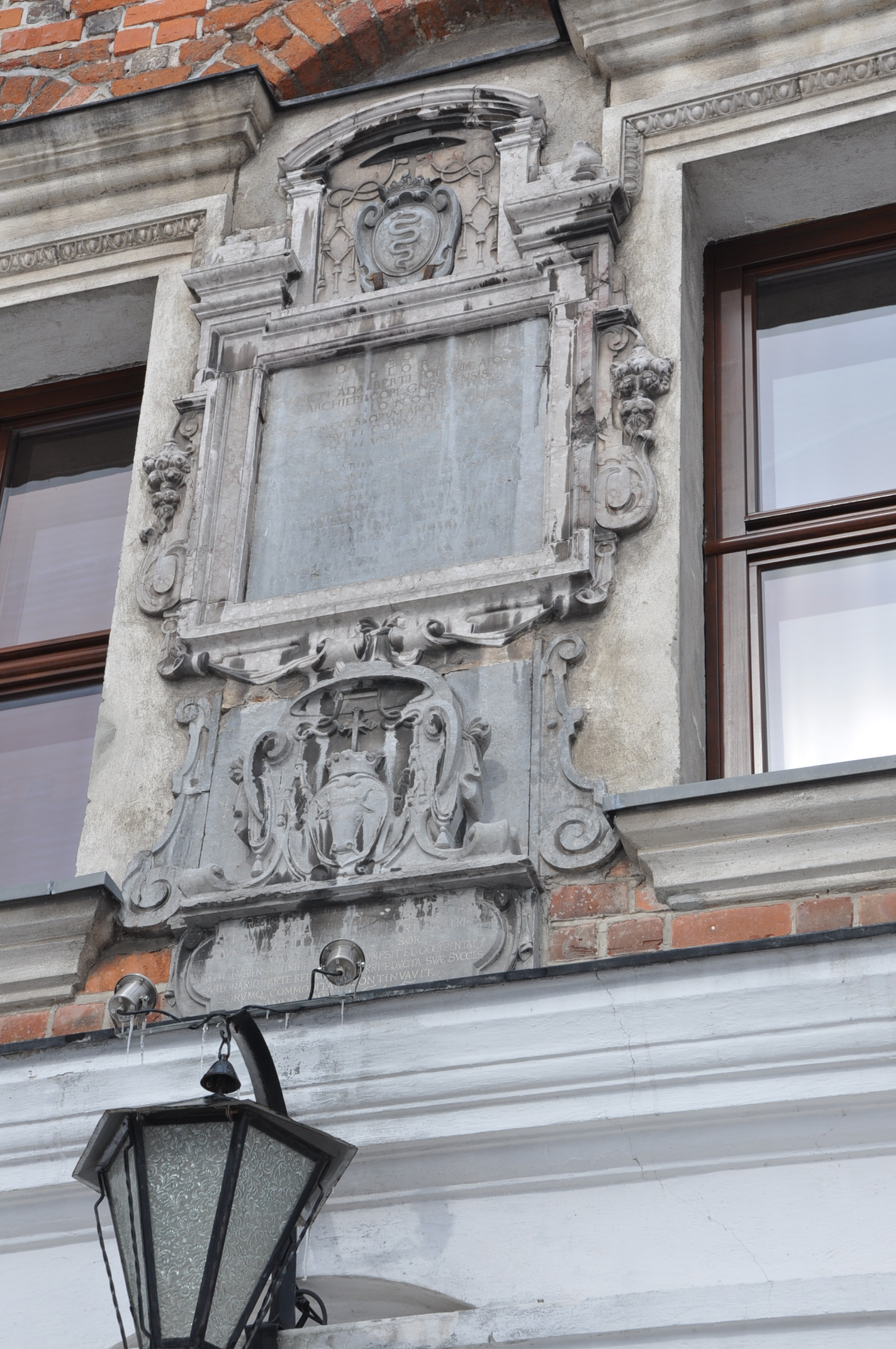
Herb Wąż Jana Wężyka
Herb Wąż Jana Wężyka
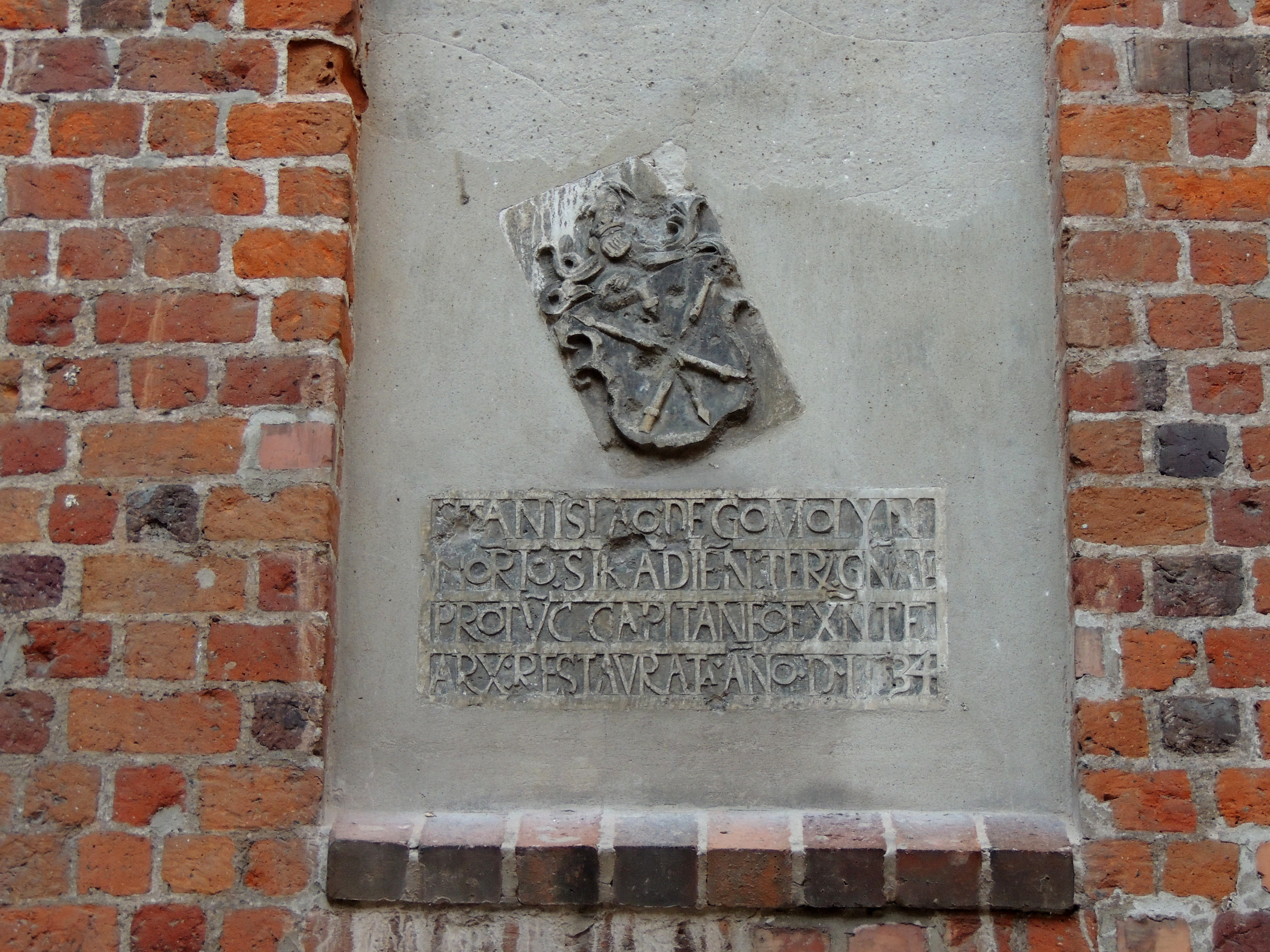
Herb Jelita Stanisława z Gomolina
Herb Jelita Stanisława z Gomolina
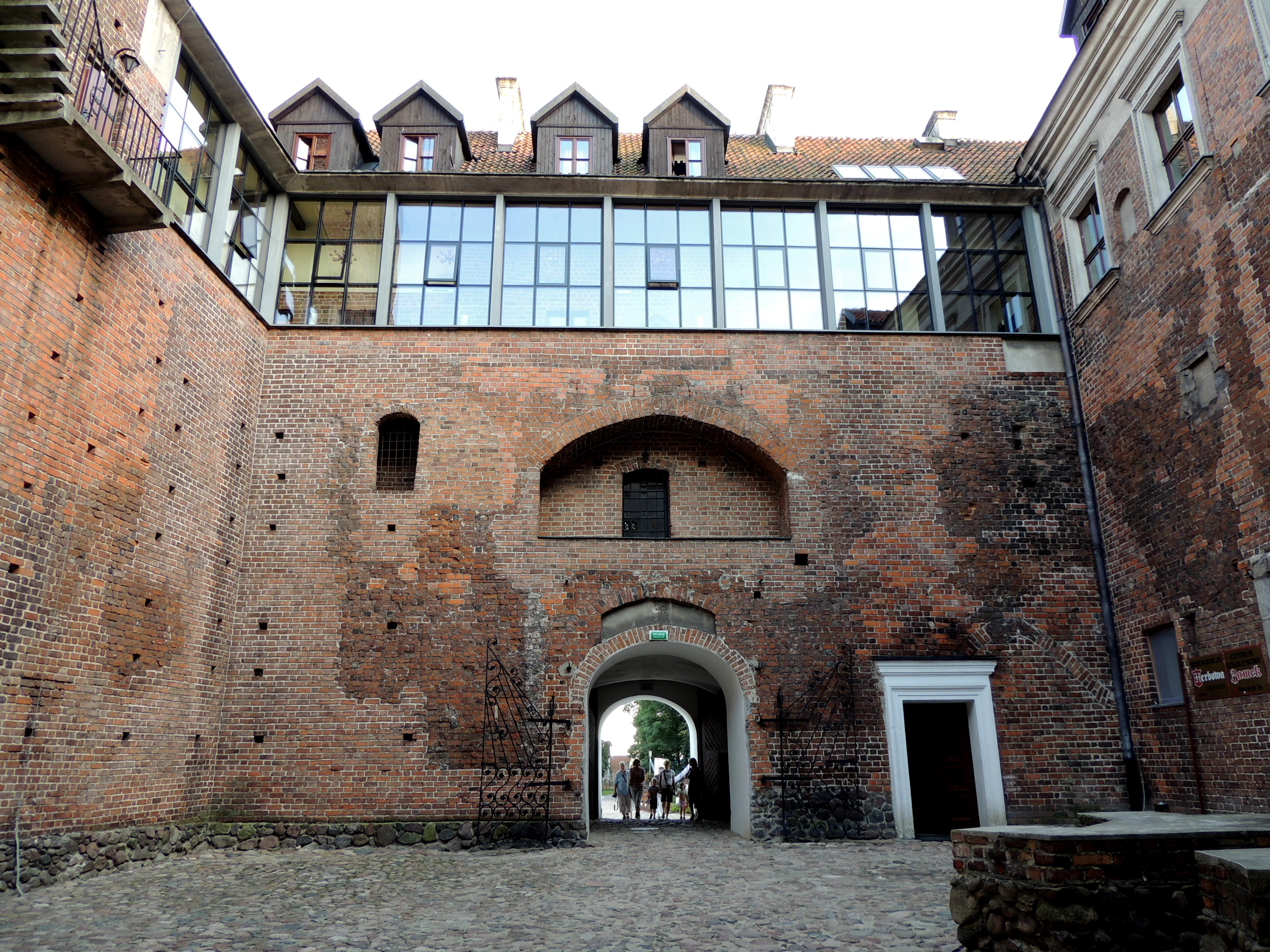
Dziedziniec